# Indische Badmintonmeisterschaft 2017/18
Die Indische Badmintonmeisterschaft der Saison 2017/2018 fand vom 4. bis zum 8. November 2017 in Nagpur statt. Es war die 82. Austragung der nationalen Titelkämpfe im Badminton in Indien.

## Medaillengewinner
| Disziplin    | Gold                                     | Silber                                | Bronze                           |
| ------------ | ---------------------------------------- | ------------------------------------- | -------------------------------- |
| Herreneinzel | H. S. Prannoy                            | Srikanth Kidambi                      | Subhankar Dey                    |
| Herreneinzel | H. S. Prannoy                            | Srikanth Kidambi                      | Lakshya Sen                      |
| Dameneinzel  | Saina Nehwal                             | P. V. Sindhu                          | Ruthvika Shivani                 |
| Dameneinzel  | Saina Nehwal                             | P. V. Sindhu                          | Anura Prabhudesai                |
| Herrendoppel | Manu Attri B. Sumeeth Reddy              | Satwiksairaj Rankireddy Chirag Shetty | M. R. Arjun Shlok Ramchandran    |
| Herrendoppel | Manu Attri B. Sumeeth Reddy              | Satwiksairaj Rankireddy Chirag Shetty | Alwin Francis K. Nandagopal      |
| Damendoppel  | Siki Reddy Ashwini Ponnappa              | Sanyogita Ghorpade Prajakta Sawant    | Aparna Balan K. P. Sruthi        |
| Damendoppel  | Siki Reddy Ashwini Ponnappa              | Sanyogita Ghorpade Prajakta Sawant    | Rutaparna Panda Mithula U. K.    |
| Mixed        | Satwiksairaj Rankireddy Ashwini Ponnappa | Pranav Chopra Siki Reddy              | Alwin Francis Aparna Balan       |
| Mixed        | Satwiksairaj Rankireddy Ashwini Ponnappa | Pranav Chopra Siki Reddy              | Sanyam Shukla Sanyogita Ghorpade |